# مونتكوريس
مونتكوريس (بالإيطالية: Montecorice)‏ هي بلدية في مقاطعة سلرنو بمنطقة كمبانية جنوب غرب إيطاليا.